# Westboro (Missouri)
Pour les articles homonymes, voir Westboro.
Westboro est une ville du comté d'Atchison, dans le Missouri, aux États-Unis,. Située au nord du comté, elle est incorporée en 1882.

## Démographie
Lors du recensement de 2010, la ville comptait une population de 141 habitants. Elle est estimée, en 2016, à 133 habitants.

## Source de la traduction
- (en) Cet article est partiellement ou en totalité issu de l’article de Wikipédia en anglais intitulé « Westboro, Missouri » (voir la liste des auteurs).